# کلاه‌قرمزی خونی
کلاه‌قرمزی خونی (نام علمی: Cortinarius sanguineus) نام یک گونه از سرده پرده‌دارها است.